# 奥津香里命
奥津 香里命（おくつ かおりのみこと、8月24日 - ）は、日本の画家。「アトリエ☆mikoto☆」運営。大阪府出身。京都精華大学芸術学部造形学科洋画コース卒業。陸上自衛官として2年間勤務した経歴がある。

## 来歴・人物
名前は本名で、父が「天（＝自然）から授かった命」という由来で命名した。兄に重彦命（しげひこのみこと）がいる。
高等学校卒業後、「陸上自衛官」として愛知県の「高射特科大隊」に勤務。その後、表現の世界に強い関心を持ち、役者業を経て、2007年「京都精華大学芸術学部造形学科洋画コース」に入学。幼少のころから好きであった。
絵画を本格的に学び始める。
大阪府出身。現在大阪を拠点に全国的に画家として活動し、これまでに兵庫県の三田ホテルを始め、日本各地のイタリアンレストランやオフィス、病院の特別室などの公共空間から個人の住空間のために、絵画を制作・提供し、多くの人々に楽しまれている。
店の空間創りのための内壁や外壁の壁画制作も行っている。依頼を受けたコンセプトで、オリジナル絵画を制作し、空間に合う絵画の提案（アートプランナー）と制作をしている。

## 主な出展と活動
2008年
- 仙台のイタリアン・レストラン壁画・油彩画制作・納品
- 長崎のイタリアン・レストラン壁画・油彩画制作・納品

2009年
- 大阪府主催『木津川ウォールペインティング2009』入選　－　京セラドーム前に15mの護岸壁画を制作（現存）
- スイスへ一人旅（1日目,2日目,3日目,14日目の記録）

2010年
- 「第23回・上野の森美術館『自然を描く展』」入選
- 初個展『夢の道』展(心斎橋「Gallery YONEDA/大阪」17点出品のうち1点を残してほぼ完売

2011年
- 三田ホテルに大作絵画12点制作・納品（展示中）
- 《超カワイイ主義宣言vol.2》展の企画・出品（長野県・山ノ内町立志賀高原ロマン美術館主催）

2012年
- 個展『To Nature〜美しい心〜』心斎橋「Gallery YONEDA/大阪」（14点出品のうち2点を残してほぼ完売）
- 『株式会社エコライフ』に大作絵画を制作・納品（展示中）
- 蓼科グランドホテルのレストラン『seed（種）』に大作絵画を制作・納品（展示中）
- 『ART STREAM』入選（大阪・心斎橋「大丸」）
- 『VANコンテスト』出品（株式会社ベリタス主催）作品買上げ

2013年
- 『GOLDEN CONPETITION2012』作品2点に対し「入選」と「佳作」
- 『国立大学法人滋賀医科大学病院』特別室5部屋に5作品納品・展示
- 『仮面窓』展に新作出品
- 『KAWACHI Step gallery』展に出展(大正創業の老舗画材屋・大阪心斎橋本店)
- 【ミニ絵画】展&【POP ART mikoto & ゆりっぺ】展に新作出品(12作品売約済)
- 「第26回・上野の森美術館『自然を描く展』」入選
- 『堺市アートワールド2013』に出展
- 『若手作家6人展・KOKORO MOYOU』出品・展示（京都「ギャラリーLittle house」）
- 『ブルーリッジホテル』様（兵庫）に絵画を2作品納品（展示中）
- 『ラ・スイート神戸ハーバーランド』（兵庫県）に絵画納品（展示中）
- 『ART STREAM2014』に出展（大阪・大丸心斎橋店）

2014年
- イタリアンバルに壁画14面制作（大阪）
- 『新春展』に出品（京都・四条「ギャラリーLittle house」）
- 個展《自然の色～Natural Colors～》京都伏見桃山イタリアンカフェ＆ギャラリー【ICHIJIKU】
- 『仮面展』に出品（京都・四条「ギャラリーLittle house」）
- 【愛猫狂】展(大阪・「乙画廊」)
- スイス東西一人旅（個展開催のための新作制作：スイス・シリーズ）（2日目,3日目,4日目,9日目,10日目,12日目の記録）
- アートフェア『ART OSAKA 2014』に出品（ホテルグランヴィア大阪・乙画廊）
- 特注絵画2作品納品（人材派遣会社本社ビル）
- 近鉄百貨店本店・あべのハルカス・アートギャラリーにて個展開催 (24作品売約済)

2016年
- 特注大作油彩画≪桜≫制作･納品(東京) (個人)

2017年
- 特注大作油彩画≪確かな伝統(大阪城)≫制作･納品 (企業)